# Замок Тюресё
Замок Тюресё (швед. Tyresö slott) — дворец XVII века, расположенный в Тюресё (лен Стокгольм, Швеция) в 25 км к юго-востоку от центрального Стокгольма.

## История
Строительство дворца началось в 1620-х годах и было завершено в 1636 году риксдротсом (председателем стокгольмского надворного суда) Габриелем Оксеншерной. Он также возвёл близлежащую церковь Тюресё (швед. Tyresö kyrka), которая была открыта на его собственных похоронах в 1641 году.
Дворец был унаследован в 1648 году Марией Софией Делагарди, вышедшей замуж за Густава Габриельссона Оксеншерну, племянника шведского регента и лорда-канцлера Акселя Оксеншерны. И она, и семья её мужа были очень богаты. Мария София жила во Дворце Тюресё, откуда управляла своими поместьями на побережьях Балтийского моря, до 1694 года. С 1699 по 1737 год в замке проживала писательница Мария Густава Джилленстиерна.
В 1770-х годах дворец был модернизирован, и в нём был разбит первый английский парк в Швеции. Спроектированный садовым архитектором Фредриком Магнусом Пипером, он представляет собой смесь английского парка, шведского цветочного луга и сказочных образов — с древним лесом в качестве главного источника вдохновения. Обширные природные ландшафтные сады сохранились до нынешнего времени.

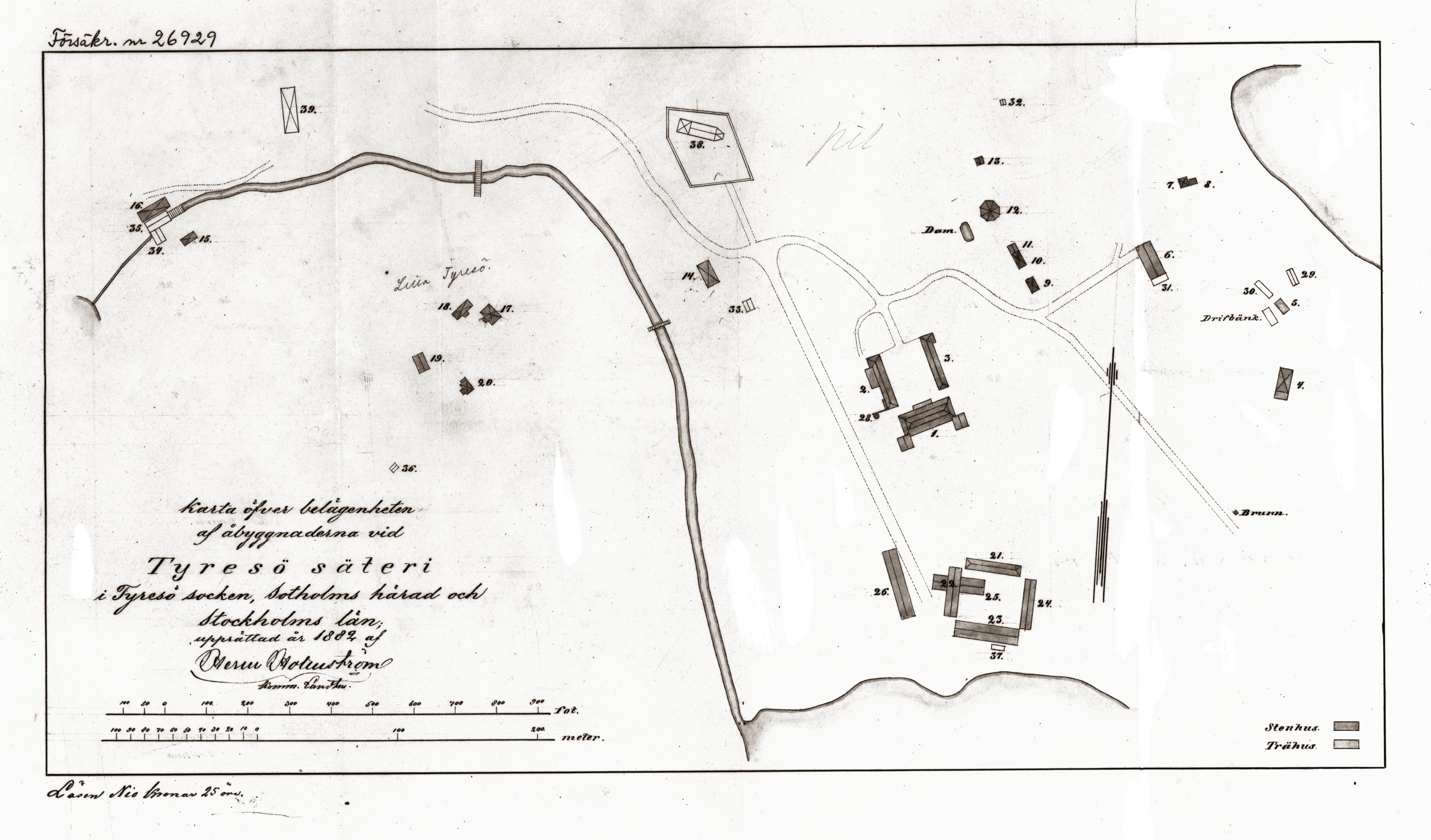
Карта садов замка, 1882 год.

Ныне замок Тюресё представляет собой музей. Маркиз Клас Лагергрен приобрёл его в 1892 году. При участии архитектора Исака Густава Класона маркиз перестроил дворец в стиле национального романтизма, вдохновлённый оригинальными рисунками XVII века. Он хотел, чтобы дворец сохранился как живое свидетельство шведской истории, и после своей смерти в 1930 году по его воле дворец Тюресё был передан музейному фонду Музею северных стран (швед. Nordiska museet). Ныне Музей северных стран владеет дворцом, который открыт для экскурсий в летнее время.